# IRAF
IRAF(image reduction and analysis facility, 화상 전처리 및 분석 설비, 아이라프)는 미국 국립광학천문대에서 개발한 천문 화상 처리용 소프트웨어이다. 전하결합소자를 이용해 촬영한 화상을 처리하는 것을 주요 기능으로 한다. 유닉스로 개발되었기 때문에 리눅스 배포판 또는 매킨토시에서 깔아 사용하는 것이 일반적이나, 마이크로소프트 윈도우에서도 사용할 수 있다.

## 같이 보기
- 대화형 데이터 언어